# 平納克爾 (北卡羅萊納州)
平納克爾（英語：Pinnacle）是位於美國北卡羅萊納州斯托克斯縣的普查規定居民點。

## 人口
根據2020年美國人口普查的數據，平納克爾的面積為9.40平方千米，當中陸地面積為9.35平方千米，而水域面積為0.05平方千米。當地共有人口786人，而人口密度為每平方千米83.62人。